# 牛街彝族乡
牛街彝族乡是中华人民共和国云南省大理白族自治州弥渡县下辖的一个民族乡。

## 行政区划
牛街彝族乡下辖以下村级行政区划单位：
牛街村、康郎村、大桥村、树密村、梅红村、保邑村、龙街村、马鞍村、团结村、木掌村和荣华村。